# 吟鳥子
吟鳥子，日本漫畫家。

## 經歷
2005年在《Wings》上發表了《ある幸福な人の噺》出道。2016年至2020年在《Mystery Bonita》連載的《きみを死なせないための物語》（作畫協力：中澤泉汰）獲得《這本漫畫真厲害！2018》女性版第7名、みんなが選ぶTSUTAYAコミック大賞2019第4名和2021年第52屆星雲賞漫畫部門獎項。